# Tour de France 1996
Le Tour de France 1996 est la 83e édition du Tour de France, course cycliste qui s'est déroulée du 29 juin au 21 juillet 1996 sur 21 étapes pour 3 765 km. Le départ du Tour a lieu à Bois-le-Duc (’s-Hertogenbosch) aux Pays-Bas ; l'arrivée se juge aux Champs-Élysées.
Bjarne Riis est le premier Danois à remporter la course. Cette édition permet de découvrir Jan Ullrich, jeune coureur allemand et coéquipier de Riis au sein de l'équipe Telekom, qui termine deuxième. Le Français Richard Virenque est troisième et remporte le maillot à pois de meilleur grimpeur.
Quintuple vainqueur du Tour, l'Espagnol Miguel Indurain termine onzième à 14 min 14 s.
Ce Tour est particulier : il a été un temps considéré « sans vainqueur » à la suite des aveux de dopage de Riis, les organisateurs décidant de ne pas attribuer le titre au deuxième du classement Jan Ullrich, avant que, le 4 juillet 2008, ils ne décident de réinscrire le nom de Bjarne Riis dans le palmarès de la Grande Boucle,.

## Parcours
Le départ du tour se déroule le 29 juin 1996 à Bois-le-Duc (Pays-Bas) dans l'enceinte d'un célèbre marché de bétail du pays pour un traditionnel prologue de 9,4 kilomètres. S'ensuivent deux étapes en ligne presque intégralement disputées aux Pays-Bas et en Belgique avant un retour par le nord de la France pour quatre étapes dévolues aux sprinteurs menant vers le massif alpestre qui donnera lieu à trois étapes de haute montagne.
La première reliera Chambéry à la montée des Arcs en empruntant le Col de la Madeleine et le Cormet de Roselend, la suivante qui donnera lieu à un contre-la-montre individuel vallonné qui mènera les coureurs à Val d'Isère et la dernière qui relie le village de Le Monêtier-les-Bains à la station de ski Italienne de Sestrières avec le redoutable enchaînement col de l'Iseran, col du Galibier et col de Montgenèvre.
Les six étapes de transition suivantes, de difficulté moyenne, permettront aux coureurs de préparer les deux étapes pyrénéennes via la région Rhône-Alpes et le Massif central. La difficile montée hors catégorie de Lourdes-Hautacam est au programme de la première étape pyrénéenne, avant l'étape reine de ce tour qui marque l'entrée en Espagne par l'ascension de cinq cols parmi les plus durs des Pyrénées (col du Soulor, Aubisque, Marie-Blanque, Soudet et le très difficile Port de Larrau), dont l'arrivée est jugée à Pampelune, non loin du domicile de Miguel Indurain.
Deux étapes de plaine à travers le Pays basque et l'Aquitaine précèdent un contre-la-montre individuel de 63,5 kilomètres qui reliera Bordeaux à Saint-Émilion avant la traditionnelle dernière étape qui mène aux Champs-Élysées à Paris.
Nombreux sont les observateurs qui jugent le parcours de ce Tour de France compliqué car il est différent des précédents. « Ce Tour pourrait déranger Miguel dans la mesure où les difficultés sont réparties différemment », affirme Bernard Thévenet, le double vainqueur du Tour en 1975 et 1977. Des mots que confirme Indurain lui-même, qui craint beaucoup les étapes de transition entre Alpes et Pyrénées : « À la sortie du secteur tracé dans le massif central, on ne saura probablement pas qui gagnera, mais on saura qui ne le gagnera pas ».

## Participants

### Équipes sélectionnées
Dix-huit équipes sont qualifiées pour le Tour de France grâce à leur place au classement UCI. Quatre équipes invitées s'y ajoutent : Kelme (19e au classement UCI), Brescialat (23e), Agrigel-La Creuse (29e) et Aubervilliers (33e). Le choix de ces deux dernières équipes, alors classées (29e) et 33e au classement UCI, surprend. Il est surtout dû à la volonté des organisateurs d'augmenter le nombre de coureurs Français dans le peloton au départ de l'épreuve. Parmi les équipes écartées, Aki et Petit Casino avaient participé au Tour 1995 (la seconde sous le nom de Chazal), et s'y étaient montrées discrètes. L'équipe Aki est néanmoins sélectionnée en tant que réserviste, en cas de défection d'une des équipes titulaires, au même titre que l'équipe belge Collstrop.
Le peloton de ce Tour est composé de neuf équipes italiennes, quatre françaises, trois espagnoles, deux néerlandaises, une allemande, une américaine, une belge et une équipe saint-marinaise.

### Favoris et principaux coureurs à suivre
198 coureurs de 24 nationalités différentes participent au Tour. Les pays les mieux représentés sont l'Italie (62 coureurs), la France (37) et l'Espagne (23).
Au départ du Tour, l'Espagnol Miguel Indurain, qui domine la course depuis 1991, fait figure de grand favori. Il vient de remporter le Critérium du Dauphiné libéré. Il est en lice pour une sixième victoire, ce qu'aucun coureur n'a réalisé auparavant,.
Deux équipes fournissent chacune deux adversaires importants d'Indurain. L'équipe espagnole Once a pour leaders le Français Laurent Jalabert et le Suisse Alex Zülle. Jalabert vient de remporter le Grand Prix du Midi libre et la Route du Sud, puis a dû abandonner lors du Critérium du Dauphiné libéré. Vainqueur du Tour d'Espagne 1995 et quatrième du Tour de France 1995, il occupe la tête du classement mondial UCI et pense pouvoir gagner le Tour. Son coéquipier Alex Zülle, deuxième en 1995, est également considéré comme un des principaux rivaux d'Indurain.
L'équipe Mapei - GB se présente avec le Suisse Tony Rominger et l'Espagnol Abraham Olano. Rominger a terminé deuxième du Critérium du Dauphiné libéré en juin, derrière Indurain et possède une grande expérience sur les grands tours. Abraham Olano, champion du monde en titre, s'est classé troisième du Tour d'Italie et a dominé le Tour de Romandie. Bon rouleur capable de suivre les meilleurs grimpeurs, il présente des caractéristiques proches de celles de Miguel Indurain.
Le Russe Evgueni Berzin, leader de l'équipe Gewiss, a remporté le Tour d'Italie 1994, ce qui fait de lui le seul coureur à avoir battu Indurain lors d'un grand tour depuis 1991. Bon rouleur et grimpeur, il tarde cependant à confirmer ce succès obtenu à 24 ans. Il s'est toutefois plusieurs fois imposé contre la montre en début de saison, lors de Tirreno-Adriatico et du Tour d'Italie notamment.
Parmi les autres coureurs à suivre en vue du classement général, le très expérimenté Danois Bjarne Riis, troisième du Tour l'année précédente, qui bénéficiera du support de la Telekom, sa nouvelle équipe construite autour de lui, ainsi que le jeune Autrichien de la Carrera Peter Luttenberger, qui vient de remporter le Tour de Suisse, et enfin le Français Richard Virenque, auteur de nombreuses places d'honneur durant la saison, qui sera accompagné de son précieux lieutenant suisse Laurent Dufaux.
Du côté des sprinteurs, pour lesquels la première semaine devrait être très favorable, les noms de Mario Cipollini, Ján Svorada, très performants depuis le début de saison et qui bénéficient d'une équipe construite autour d'eux, ainsi que celui d'Erik Zabel, le jeune sprinteur de la Telekom, ressortent souvent.

## Déroulement de la course
Au départ du Tour de France 1996, Miguel Indurain fait figure de grand favori. Face à lui, un immense défi : devenir le premier coureur à remporter six Tours de France. Pour l'empêcher d'y parvenir, ses adversaires sont présents en nombre. Alex Zülle et Laurent Jalabert, de l'équipe ONCE, Tony Rominger et Abraham Olano, de l'équipe Mapei, ou encore le Danois Bjarne Riis, de l'équipe allemande Telekom, viennent pour gagner.
Si Zülle remporte le prologue, la première semaine n'offre pas les traditionnels contre-la-montre, individuel et par équipe. C'est donc dans l'inconnu que les Alpes se profilent à l'horizon.
La première étape conduit les coureurs aux Arcs, après l'ascension du col de la Madeleine et du Cormet de Roselend. Dès la première difficulté, Laurent Jalabert est lâché, c'est une grosse surprise. Dans la descente difficile de la Madeleine, Zülle glisse dans le ravin, tout comme Johan Bruyneel un peu plus loin, mais les deux coureurs s'en sortent sans gravité. Dans la montée finale, le Français Luc Leblanc attaque et s'impose au sommet devant le Suisse Tony Rominger, mais la grande sensation est causée par la défaillance de Miguel Indurain qui cède deux minutes. Le lendemain, un contre-la-montre en altitude est proposé aux coureurs, avec l'ascension d'une bonne partie du col de l'Iseran : c'est le Russe Evgueni Berzin qui s'impose, confortant ainsi son maillot jaune. Le deuxième de l'étape, Bjarne Riis fait forte impression, d'autant que son jeune équipier Jan Ullrich prend la sixième place. Tony Rominger et Abraham Olano résistent également. Miguel Indurain, quant à lui, abandonne une minute supplémentaire. Une troisième étape de montagne alpine est au programme, mais le mauvais temps oblige les organisateurs à l'amputer des ascensions des cols de l'Iseran et du Galibier. Sur les 50 km restants, c'est Bjarne Riis qui fait étalage de sa supériorité. Attaquant très tôt, il résiste jusqu'à Sestrières où il s'impose. Derrière, Indurain et Rominger mènent la chasse, tandis que le maillot jaune Berzin est lâché. Riis prend la tête du classement général à la sortie des Alpes, mais Tony Rominger pointe derrière lui.
Après le difficile menu des Alpes, le peloton décompresse durant sa descente vers les Pyrénées. Seule la 14e étape arrivant à Super Besse est l'occasion d'une attaque des Français Richard Virenque et Luc Leblanc. Riis et Indurain résistent, mais Tony Rominger perd 50 secondes.
Lors de la 16e étape menant au sommet du Hautacam, Bjarne Riis conforte son maillot jaune en remportant la victoire. Il est le premier maillot jaune vainqueur d'une étape en ligne depuis Laurent Fignon en 1989. Derrière lui, Miguel Indurain craque et cède deux minutes supplémentaires, tandis que Richard Virenque réalise une belle opération au classement général, tout comme Tony Rominger. Le lendemain, dans une étape titanesque de 250 km en haute montagne, la course va exploser. À la suite d'une offensive de l'équipe Festina dans le difficile col du Soudet, Indurain et Rominger sont lâchés. Dans le port de Larrau, terrible montée menant en Espagne, un groupe de huit coureurs se forme en tête de la course : le maillot jaune Bjarne Riis, son jeune équipier Jan Ullrich, les deux Festina Richard Virenque et Laurent Dufaux, l'ancien champion du monde Luc Leblanc, ainsi que les outsiders Piotr Ugrumov, Peter Luttenberger et Fernando Escartín. Ces huit coureurs occuperont les huit premières places au classement général final. Finalement, Laurent Dufaux s'impose à Pampelune devant Riis. Indurain, Rominger et Olano cèdent près de dix minutes. Riis a réussi à assurer son maillot jaune, tandis que son équipier Ullrich est désormais à la deuxième place du classement général.
Jan Ullrich révèle son formidable talent en remportant le contre-la-montre final devant Miguel Indurain. Bjarne Riis remporte le Tour de France 1996 devant le jeune Allemand et le Français Richard Virenque. Riis est le premier Danois vainqueur du Tour. Son équipe Telekom truste toutes les victoires : en plus de Riis et Ullrich, Erik Zabel remporte pour la première fois le maillot vert. Miguel Indurain termine quant à lui à la 11e place pour son dernier Tour de France.

## Dopage
Pendant le déroulement même de la course, le Danois Bjarne Riis a été visé par des rumeurs de dopage. Son passé de coureur dans la sulfureuse équipe Gewiss, encadrée par le célèbre docteur Michele Ferrari (qui a introduit l'EPO dans le milieu cycliste au début des années 1990), et sa facilité en montagne ont soulevé de nombreuses interrogations. Dans le peloton, Riis se voyait affublé du surnom de « Monsieur 60 % », en référence à son hématocrite estimé à 60 % au vu de ses performances retentissantes (aujourd'hui, un coureur dont le taux est supérieur à 50 % est mis hors course).
De plus, un soigneur de l'équipe Telekom de Bjarne Riis, Jeff d'Hont, a affirmé en 2007 que Jan Ullrich aurait subi plusieurs injections d'EPO durant le Tour 1996, une méthode qui pourrait bien expliquer la supériorité insolente de l'équipe Telekom dans cette épreuve. À la suite de cette déclaration, d'autres coureurs de l'équipe, comme Erik Zabel, vainqueur du maillot vert, Rolf Aldag ou Udo Bölts, ont avoué s'être dopés. Le 25 mai 2007, c'est finalement Bjarne Riis lui-même qui avoue s'être dopé lors du Tour 1996. Il ne s'estime d'ailleurs plus digne de cette victoire.
Le 7 juin 2007, ASO, société organisatrice du Tour de France, déclare que Bjarne Riis « ne peut plus être considéré comme le vainqueur du Tour ». Pour ASO, Bjarne Riis n'est donc plus le vainqueur du Tour de France 1996 et cette édition sera à l'avenir considérée comme étant sans vainqueur. Un blanc suivra donc l'année 1996 dans les palmarès officiels de la Grande Boucle. Mais le 4 juillet 2008, les organisateurs du Tour de France reviennent en arrière et attribuent à nouveau la victoire à Bjarne Riis.

## Étapes
| Étape,    | Date        | Villes étapes                                   |                                         | Distance (km)    | Vainqueur d’étape        | Leader du classement général |
| --------- | ----------- | ----------------------------------------------- | --------------------------------------- | ---------------- | ------------------------ | ---------------------------- |
| Prologue  | 29 juin     | ’s-Hertogenbosch (NED) – ’s-Hertogenbosch (NED) | Contre-la-montre individuel             | 9,4              | Alex Zülle               | Alex Zülle                   |
| 1re étape | 30 juin     | ’s-Hertogenbosch (NED) – ’s-Hertogenbosch (NED) | Étape de plaine                         | 209              | Frédéric Moncassin       | Alex Zülle                   |
| 2e étape  | 1er juillet | ’s-Hertogenbosch (NED) – Wasquehal              | Étape de plaine                         | 247,5            | Mario Cipollini          | Alex Zülle                   |
| 3e étape  | 2 juillet   | Wasquehal – Nogent-sur-Oise                     | Étape de plaine                         | 195              | Erik Zabel               | Frédéric Moncassin           |
| 4e étape  | 3 juillet   | Soissons – Lac de Madine                        | Étape de plaine                         | 232              | Cyril Saugrain           | Stéphane Heulot              |
| 5e étape  | 4 juillet   | Lac de Madine – Besançon                        | Étape de plaine                         | 232              | Jeroen Blijlevens        | Stéphane Heulot              |
| 6e étape  | 5 juillet   | Arc-et-Senans – Aix-les-Bains                   | Étape de moyenne montagne               | 207              | Michael Boogerd          | Stéphane Heulot              |
| 7e étape  | 6 juillet   | Chambéry – Les Arcs                             | Étape de montagne                       | 200              | Luc Leblanc              | Evgueni Berzin               |
| 8e étape  | 7 juillet   | Bourg-Saint-Maurice – Val-d'Isère               | Contre-la-montre individuel en montagne | 30,5             | Evgueni Berzin           | Evgueni Berzin               |
| 9e étape  | 8 juillet   | Le Monêtier-les-Bains – Sestrières (ITA)        | Étape de montagne                       | 46               | Bjarne Riis              | Bjarne Riis                  |
| 10e étape | 9 juillet   | Turin (ITA) – Gap                               | Étape de moyenne montagne               | 208,5            | Erik Zabel               | Bjarne Riis                  |
|           | 10 juillet  | Gap                                             | Jour de repos                           | Journée de repos | Journée de repos         | Journée de repos             |
| 11e étape | 11 juillet  | Gap – Valence                                   | Étape de moyenne montagne               | 202              | José Jaime González      | Bjarne Riis                  |
| 12e étape | 12 juillet  | Valence – Le Puy-en-Velay                       | Étape de moyenne montagne               | 143,5            | Pascal Richard           | Bjarne Riis                  |
| 13e étape | 13 juillet  | Le Puy-en-Velay – Super-Besse - Sancy           | Étape de moyenne montagne               | 177              | Rolf Sørensen            | Bjarne Riis                  |
| 14e étape | 14 juillet  | Besse – Tulle                                   | Étape de moyenne montagne               | 185              | Djamolidine Abdoujaparov | Bjarne Riis                  |
| 15e étape | 15 juillet  | Brive-la-Gaillarde – Villeneuve-sur-Lot         | Étape de plaine                         | 176              | Massimo Podenzana        | Bjarne Riis                  |
| 16e étape | 16 juillet  | Agen – Lourdes - Hautacam                       | Étape de montagne                       | 199              | Bjarne Riis              | Bjarne Riis                  |
| 17e étape | 17 juillet  | Argelès-Gazost – Pampelune (ESP)                | Étape de montagne                       | 262              | Laurent Dufaux           | Bjarne Riis                  |
| 18e étape | 18 juillet  | Pampelune (ESP) – Hendaye                       | Étape de moyenne montagne               | 154,5            | Bart Voskamp             | Bjarne Riis                  |
| 19e étape | 19 juillet  | Hendaye – Bordeaux                              | Étape de plaine                         | 226,5            | Frédéric Moncassin       | Bjarne Riis                  |
| 20e étape | 20 juillet  | Bordeaux – Saint-Émilion                        | Contre-la-montre individuel             | 63,5             | Jan Ullrich              | Bjarne Riis                  |
| 21e étape | 21 juillet  | Palaiseau – Paris - Champs-Élysées              | Étape de plaine                         | 147,5            | Fabio Baldato            | Bjarne Riis                  |

Notes :
1. ↑  L'étape partait initialement de Val-d'Isère et était longue de 190 km, mais les mauvaises conditions météo ont conduit à la neutralisation de la première partie de la course, les cols de l'Iseran et du Galibier étant impraticables.

## Classements

### Classement général final
| Classement général | Classement général     | Classement général | Classement général          | Classement général  |
|                    | Coureur                | Pays               | Équipe                      | Temps               |
| ------------------ | ---------------------- | ------------------ | --------------------------- | ------------------- |
| 1er                | Bjarne Riis            | Danemark           | Deutsche Telekom            | en 95 h 57 min 16 s |
| 2e                 | Jan Ullrich            | Allemagne          | Deutsche Telekom            | + 1 min 41 s        |
| 3e                 | Richard Virenque       | France             | Festina-Lotus               | + 4 min 37 s        |
| 4e                 | Laurent Dufaux         | Suisse             | Festina-Lotus               | + 5 min 53 s        |
| 5e                 | Peter Luttenberger     | Autriche           | Carrera Jeans               | + 7 min 7 s         |
| 6e                 | Luc Leblanc            | France             | Polti                       | + 10 min 3 s        |
| 7e                 | Piotr Ugrumov          | Lettonie           | Roslotto-ZG Mobili          | + 10 min 4 s        |
| 8e                 | Fernando Escartín      | Espagne            | Kelme-Artiach               | + 10 min 26 s       |
| 9e                 | Abraham Olano          | Espagne            | Mapei-GB                    | + 11 min 0 s        |
| 10e                | Tony Rominger          | Suisse             | Mapei-GB                    | + 11 min 53 s       |
| 11e                | Miguel Indurain        | Espagne            | Banesto                     | + 14 min 14 s       |
| 12e                | Patrick Jonker         | Australie          | ONCE                        | + 18 min 58 s       |
| 13e                | Bo Hamburger           | Danemark           | TVM-Farm Frites             | + 22 min 19 s       |
| 14e                | Udo Bölts              | Allemagne          | Deutsche Telekom            | + 25 min 56 s       |
| 15e                | Alberto Elli           | Italie             | MG Maglificio-Technogym     | + 26 min 18 s       |
| 16e                | Manuel Fernández Ginés | Espagne            | Mapei-GB                    | + 26 min 28 s       |
| 17e                | Leonardo Piepoli       | Italie             | Refin-Mobilvetta            | + 27 min 36 s       |
| 18e                | Laurent Brochard       | France             | Festina-Lotus               | + 32 min 11 s       |
| 19e                | Michele Bartoli        | Italie             | MG Maglificio-Technogym     | + 37 min 18 s       |
| 20e                | Evgueni Berzin         | Russie             | Gewiss-Playbus              | + 38 min 0 s        |
| 21e                | Viatcheslav Ekimov     | Russie             | Rabobank                    | + 43 min 58 s       |
| 22e                | Stefano Cattai         | Italie             | Roslotto-ZG Mobili          | + 48 min 3 s        |
| 23e                | Laurent Madouas        | France             | Motorola                    | + 53 min 15 s       |
| 24e                | Arsenio González       | Espagne            | Mapei-GB                    | + 55 min 28 s       |
| 25e                | Massimiliano Lelli     | Italie             | Saeco-AS Juvenes San Marino | + 55 min 35 s       |
| modifier           |                        |                    |                             |                     |

### Classements annexes finals
| Classement par points | Classement par points    | Classement par points | Classement par points   | Classement par points |
| --------------------- | ------------------------ | --------------------- | ----------------------- | --------------------- |
|                       | Coureur                  | Pays                  | Équipe                  | Point(s)              |
| 1er                   | Erik Zabel               | Allemagne             | Deutsche Telekom        | 335 points            |
| 2e                    | Frédéric Moncassin       | France                | Gan                     | 284 pts               |
| 3e                    | Fabio Baldato            | Italie                | MG Maglificio-Technogym | 255 pts               |
| 4e                    | Djamolidine Abdoujaparov | Ouzbékistan           | Refin-Mobilvetta        | 204 pts               |
| 5e                    | Jeroen Blijlevens        | Pays-Bas              | TVM-Farm Frites         | 158 pts               |
| 6e                    | Andreï Tchmil            | Ukraine               | Lotto-Isoglass          | 132 pts               |
| 7e                    | Bjarne Riis              | Danemark              | Deutsche Telekom        | 129 pts               |
| 8e                    | Andrea Ferrigato         | Italie                | Roslotto-ZG Mobili      | 126 pts               |
| 9e                    | Richard Virenque         | France                | Festina-Lotus           | 124 pts               |
| 10e                   | Mariano Piccoli          | Italie                | Brescialat-Verynet      | 122 pts               |
| modifier              |                          |                       |                         |                       |

| Classement du meilleur grimpeur | Classement du meilleur grimpeur | Classement du meilleur grimpeur | Classement du meilleur grimpeur | Classement du meilleur grimpeur |
| ------------------------------- | ------------------------------- | ------------------------------- | ------------------------------- | ------------------------------- |
|                                 | Coureur                         | Pays                            | Équipe                          | Point(s)                        |
| 1er                             | Richard Virenque                | France                          | Festina-Lotus                   | 383 points                      |
| 2e                              | Bjarne Riis                     | Danemark                        | Deutsche Telekom                | 274 pts                         |
| 3e                              | Laurent Dufaux                  | Suisse                          | Festina-Lotus                   | 176 pts                         |
| 4e                              | Laurent Brochard                | France                          | Festina-Lotus                   | 168 pts                         |
| 5e                              | Luc Leblanc                     | France                          | Polti                           | 158 pts                         |
| 6e                              | Tony Rominger                   | Suisse                          | Mapei-GB                        | 148 pts                         |
| 7e                              | Jan Ullrich                     | Allemagne                       | Deutsche Telekom                | 131 pts                         |
| 8e                              | Pascal Hervé                    | France                          | Festina-Lotus                   | 110 pts                         |
| 9e                              | Peter Luttenberger              | Autriche                        | Carrera Jeans                   | 109 pts                         |
| 10e                             | Piotr Ugrumov                   | Lettonie                        | Roslotto-ZG Mobili              | 101 pts                         |
| modifier                        |                                 |                                 |                                 |                                 |

| Classement du meilleur jeune | Classement du meilleur jeune | Classement du meilleur jeune | Classement du meilleur jeune | Classement du meilleur jeune |
|                              | Coureur                      | Pays                         | Équipe                       | Temps                        |
| ---------------------------- | ---------------------------- | ---------------------------- | ---------------------------- | ---------------------------- |
| 1er                          | Jan Ullrich                  | Allemagne                    | Deutsche Telekom             | en 95 h 58 min 57 s          |
| 2e                           | Peter Luttenberger           | Autriche                     | Carrera Jeans                | + 5 min 26 s                 |
| 3e                           | Manuel Fernández Ginés       | Espagne                      | Mapei-GB                     | + 24 min 47 s                |
| 4e                           | Leonardo Piepoli             | Italie                       | Refin-Mobilvetta             | + 25 min 55 s                |
| 5e                           | Michael Boogerd              | Pays-Bas                     | Rabobank                     | + 1 h 12 min 4 s             |
| 6e                           | José Luis Arrieta            | Espagne                      | Banesto                      | + 1 h 12 min 7 s             |
| 7e                           | Paolo Savoldelli             | Italie                       | Roslotto-ZG Mobili           | + 1 h 13 min 39 s            |
| 8e                           | Oscar Camenzind              | Suisse                       | Panaria-Vinavil              | + 1 h 23 min 36 s            |
| 9e                           | Laurent Roux                 | France                       | TVM-Farm Frites              | + 1 h 34 min 30 s            |
| 10e                          | Valentino Fois               | Italie                       | Panaria-Vinavil              | + 1 h 44 min 17 s            |
| modifier                     |                              |                              |                              |                              |

| Classement de la combativité | Classement de la combativité | Classement de la combativité | Classement de la combativité | Classement de la combativité |
| ---------------------------- | ---------------------------- | ---------------------------- | ---------------------------- | ---------------------------- |
|                              | Coureur                      | Pays                         | Équipe                       | Point(s)                     |
| 1er                          | Richard Virenque             | France                       | Festina-Lotus                | 49 points                    |
| 2e                           | Bjarne Riis                  | Danemark                     | Deutsche Telekom             | 47 pts                       |
| 3e                           | Michele Bartoli              | Italie                       | MG Maglificio-Technogym      | 44 pts                       |
| 4e                           | Danny Nelissen               | Pays-Bas                     | Rabobank                     | 34 pts                       |
| 5e                           | Laurent Roux                 | France                       | TVM-Farm Frites              | 33 pts                       |
| 6e                           | Djamolidine Abdoujaparov     | Ouzbékistan                  | Refin-Mobilvetta             | 31 pts                       |
| 7e                           | Luc Leblanc                  | France                       | Polti                        | 28 pts                       |
| 8e                           | Rolf Järmann                 | Suisse                       | MG Maglificio-Technogym      | 22 pts                       |
| 9e                           | Neil Stephens                | Australie                    | ONCE                         | 21 pts                       |
| 10e                          | Rolf Sørensen                | Danemark                     | Rabobank                     | 20 pts                       |
| modifier                     |                              |                              |                              |                              |

#### Classement par équipes
| Classement par équipes | Classement par équipes  | Classement par équipes | Classement par équipes |
|                        | Équipe                  | Pays                   | Temps                  |
| ---------------------- | ----------------------- | ---------------------- | ---------------------- |
| 1re                    | Festina-Lotus           | France                 | en 287 h 46 min 20 s   |
| 2e                     | Deutsche Telekom        | Allemagne              | + 15 min 14 s          |
| 3e                     | Mapei-GB                | Italie                 | + 51 min 36 s          |
| 4e                     | Roslotto-ZG Mobili      | Italie                 | + 1 h 22 min 29 s      |
| 5e                     | ONCE                    | Espagne                | + 1 h 37 min 10 s      |
| 6e                     | Rabobank                | Pays-Bas               | + 1 h 53 min 14 s      |
| 7e                     | TVM-Farm Frites         | Pays-Bas               | + 2 h 9 min 21 s       |
| 8e                     | MG Maglificio-Technogym | Italie                 | + 2 h 18 min 11 s      |
| 9e                     | Polti                   | Italie                 | + 2 h 31 min 13 s      |
| 10e                    | Banesto                 | Espagne                | + 2 h 31 min 20 s      |
| modifier               |                         |                        |                        |

### Évolution des classements
| Étape              | Vainqueur                | Classement général | Classement par points | Classement de la montagne | Classement du meilleur jeune | Classement par équipes | Prix de la combativité | Prix de la combativité |
| Étape              | Vainqueur                | Classement général | Classement par points | Classement de la montagne | Classement du meilleur jeune | Classement par équipes | Étape                  | Leader                 |
| ------------------ | ------------------------ | ------------------ | --------------------- | ------------------------- | ---------------------------- | ---------------------- | ---------------------- | ---------------------- |
| P                  | Alex Zülle               | Alex Zülle         | Alex Zülle            | non décerné               | Christophe Moreau            | ONCE                   | non décerné            | non décerné            |
| 1                  | Frédéric Moncassin       | Alex Zülle         | Ján Svorada           | non décerné               | Paolo Savoldelli             | ONCE                   | Danny Nelissen         | Danny Nelissen         |
| 2                  | Mario Cipollini          | Alex Zülle         | Ján Svorada           | Danny Nelissen            | Paolo Savoldelli             | ONCE                   | Rossano Brasi          | Danny Nelissen         |
| 3                  | Erik Zabel               | Frédéric Moncassin | Ján Svorada           | José Luis Arrieta         | Jeroen Blijlevens            | ONCE                   | Marco Lietti           | Danny Nelissen         |
| 4                  | Cyril Saugrain           | Stéphane Heulot    | Frédéric Moncassin    | Danny Nelissen            | Stéphane Heulot              | Gan                    | Mariano Piccoli        | Danny Nelissen         |
| 5                  | Jeroen Blijlevens        | Stéphane Heulot    | Frédéric Moncassin    | Danny Nelissen            | Stéphane Heulot              | Gan                    | Giuseppe Calcaterra    | Danny Nelissen         |
| 6                  | Michael Boogerd          | Stéphane Heulot    | Frédéric Moncassin    | Léon van Bon              | Stéphane Heulot              | Rabobank               | Léon van Bon           | Danny Nelissen         |
| 7                  | Luc Leblanc              | Evgueni Berzin     | Frédéric Moncassin    | Richard Virenque          | Jan Ullrich                  | Mapei-GB               | Udo Bölts              | Danny Nelissen         |
| 8                  | Evgueni Berzin           | Evgueni Berzin     | Frédéric Moncassin    | Richard Virenque          | Jan Ullrich                  | Deutsche Telekom       | non décerné            | Danny Nelissen         |
| 9                  | Bjarne Riis              | Bjarne Riis        | Frédéric Moncassin    | Richard Virenque          | Jan Ullrich                  | Deutsche Telekom       | Bjarne Riis            | Danny Nelissen         |
| 10                 | Erik Zabel               | Bjarne Riis        | Erik Zabel            | Richard Virenque          | Jan Ullrich                  | Deutsche Telekom       | Rolf Sørensen          | Danny Nelissen         |
| 11                 | Chepe González           | Bjarne Riis        | Erik Zabel            | Richard Virenque          | Jan Ullrich                  | Mapei-GB               | Laurent Brochard       | Danny Nelissen         |
| 12                 | Pascal Richard           | Bjarne Riis        | Erik Zabel            | Richard Virenque          | Jan Ullrich                  | Rabobank               | Erik Breukink          | Danny Nelissen         |
| 13                 | Rolf Sørensen            | Bjarne Riis        | Erik Zabel            | Richard Virenque          | Jan Ullrich                  | Mapei-GB               | Richard Virenque       | Danny Nelissen         |
| 14                 | Djamolidine Abdoujaparov | Bjarne Riis        | Erik Zabel            | Richard Virenque          | Jan Ullrich                  | Mapei-GB               | Bo Hamburger           | Danny Nelissen         |
| 15                 | Massimo Podenzana        | Bjarne Riis        | Erik Zabel            | Richard Virenque          | Jan Ullrich                  | Mapei-GB               | Michele Bartoli        | Danny Nelissen         |
| 16                 | Bjarne Riis              | Bjarne Riis        | Erik Zabel            | Richard Virenque          | Jan Ullrich                  | Mapei-GB               | Laurent Roux           | Richard Virenque       |
| 17                 | Laurent Dufaux           | Bjarne Riis        | Erik Zabel            | Richard Virenque          | Jan Ullrich                  | Festina-Lotus          | Bjarne Riis            | Bjarne Riis            |
| 18                 | Bart Voskamp             | Bjarne Riis        | Erik Zabel            | Richard Virenque          | Jan Ullrich                  | Festina-Lotus          | Michele Bartoli        | Bjarne Riis            |
| 19                 | Frédéric Moncassin       | Bjarne Riis        | Erik Zabel            | Richard Virenque          | Jan Ullrich                  | Festina-Lotus          | Gilles Talmant         | Bjarne Riis            |
| 20                 | Jan Ullrich              | Bjarne Riis        | Erik Zabel            | Richard Virenque          | Jan Ullrich                  | Festina-Lotus          | non décerné            | Bjarne Riis            |
| 21                 | Fabio Baldato            | Bjarne Riis        | Erik Zabel            | Richard Virenque          | Jan Ullrich                  | Festina-Lotus          | Andrei Tchmil          | Richard Virenque       |
| Classements finals | Classements finals       | Bjarne Riis        | Erik Zabel            | Richard Virenque          | Jan Ullrich                  | Festina-Lotus          | Richard Virenque       | Richard Virenque       |

## Liste des coureurs
| Légende                             | Légende                                                                                         | Légende                                | Légende                                                                                                  |
| ----------------------------------- | ----------------------------------------------------------------------------------------------- | -------------------------------------- | --- |
| Num                                 | Dossard de départ porté par le coureur sur ce Tour de France                                    | Pos                                    | Position finale au classement général                                                                    |
| Leader du classement général        | Indique le vainqueur du classement général                                                      | Leader du classement par points        | Indique le vainqueur du classement par points                                                            |
| Leader du classement de la montagne | Indique le vainqueur du classement de la montagne                                               | Leader du classement du meilleur jeune | Indique le vainqueur du classement du meilleur jeune                                                     |
| Meilleure équipe                    | Indique la meilleure équipe                                                                     | Super combatif                         | Indique le super combatif                                                                                |
|                                     | Indique un maillot de champion national ou mondial, suivi de sa spécialité                      | NP                                     | Indique un coureur qui n'a pas pris le départ d'une étape, suivi du numéro de l'étape où il s'est retiré |
| AB                                  | Indique un coureur qui n'a pas terminé une étape, suivi du numéro de l'étape où il s'est retiré | HD                                     | Indique un coureur qui a terminé une étape hors des délais, suivi du numéro de l'étape                   |
| EX                                  | Coureur exclu pour non-respect du règlement, suivi du numéro de l'étape                         | *                                      | Indique un coureur en lice pour le classement du meilleur jeune (coureurs nés après le 1er janvier 1971) |

| Banesto BAN | Banesto BAN              | Banesto BAN |
| ----------- | ------------------------ | ----------- |
| Num         | Coureur                  | Pos         |
| 1           | Miguel Indurain (ESP)    | 11e         |
| 2           | Marino Alonso (ESP)      | 66e         |
| 3           | Vicente Aparicio (ESP)   | AB-17       |
| 4           | José Luis Arrieta (ESP)  | 32e         |
| 5           | Prudencio Indurain (ESP) | 58e         |
| 6           | José María Jiménez (ESP) | 57e         |
| 7           | Carmelo Miranda (ESP)    | AB-4        |
| 8           | Orlando Rodrigues (POR)  | 54e         |
| 9           | José Ramón Uriarte (ESP) | 92e         |

| ONCE ONC | ONCE ONC                   | ONCE ONC |
| -------- | -------------------------- | -------- |
| Num      | Coureur                    | Pos      |
| 11       | Laurent Jalabert (FRA)     | AB-10    |
| 12       | Íñigo Cuesta (ESP)         | AB-13    |
| 13       | Herminio Díaz Zabala (ESP) | 53e      |
| 14       | Aitor Garmendia (ESP)      | 35e      |
| 15       | Patrick Jonker (AUS)       | 12e      |
| 16       | Melchor Mauri (ESP)        | 38e      |
| 17       | José Roberto Sierra (ESP)  | 41e      |
| 18       | Neil Stephens (AUS)        | 49e      |
| 19       | Alex Zülle (SUI)           | 26e      |

| Deutsche Telekom ___ | Deutsche Telekom ___      | Deutsche Telekom ___ |
| -------------------- | ------------------------- | -------------------- |
| Num                  | Coureur                   | Pos                  |
| 21                   | Bjarne Riis (DEN) (route) | 1er                  |
| 22                   | Rolf Aldag (GER)          | 83e                  |
| 23                   | Udo Bölts (GER)           | 14e                  |
| 24                   | Christian Henn (GER)      | 76e                  |
| 25                   | Jens Heppner (GER)        | 88e                  |
| 26                   | Brian Holm (DEN)          | 107e                 |
| 27                   | Mario Kummer (GER)        | NP-2                 |
| 28                   | Jan Ullrich (GER)         | 2e                   |
| 29                   | Erik Zabel (GER)          | 82e                  |

| Mapei-GB MAP | Mapei-GB MAP                         | Mapei-GB MAP |
| ------------ | ------------------------------------ | ------------ |
| Num          | Coureur                              | Pos          |
| 31           | Tony Rominger (SUI)                  | 10e          |
| 32           | Federico Echave (ESP)                | 40e          |
| 33           | Manuel Fernández Ginés (ESP) (route) | 16e          |
| 34           | Arsenio González (ESP)               | 24e          |
| 35           | Paolo Lanfranchi (ITA)               | 59e          |
| 36           | Johan Museeuw (BEL)                  | 95e          |
| 37           | Abraham Olano (ESP) (route)          | 9e           |
| 38           | Wilfried Peeters (BEL)               | 110e         |
| 39           | Andrea Tafi (ITA)                    | 45e          |

| MG Boys Maglificio-Technogym ___ | MG Boys Maglificio-Technogym ___ | MG Boys Maglificio-Technogym ___ |
| -------------------------------- | -------------------------------- | -------------------------------- |
| Num                              | Coureur                          | Pos                              |
| 41                               | Fabio Baldato (ITA)              | 63e                              |
| 42                               | Michele Bartoli (ITA)            | 19e                              |
| 43                               | Alberto Elli (ITA)               | 15e                              |
| 44                               | Carlo Finco (ITA)                | AB-4                             |
| 45                               | Rolf Jaermann (SUI)              | 90e                              |
| 46                               | Marco Lietti (ITA)               | AB-17                            |
| 47                               | Roberto Pistore (ITA)            | NP-8                             |
| 48                               | Pascal Richard (SUI)             | 47e                              |
| 49                               | Marco Saligari (ITA)             | 72e                              |

| Gewiss-Playbus ___ | Gewiss-Playbus ___       | Gewiss-Playbus ___ |
| ------------------ | ------------------------ | ------------------ |
| Num                | Coureur                  | Pos                |
| 51                 | Evgueni Berzin (RUS)     | 20e                |
| 52                 | Dario Bottaro (ITA)      | 117e               |
| 53                 | Bruno Cenghialta (ITA)   | 56e                |
| 54                 | Ivan Cerioli (ITA)       | 121e               |
| 55                 | Francesco Frattini (ITA) | 100e               |
| 56                 | Ivan Gotti (ITA)         | AB-5               |
| 57                 | Nicola Minali (ITA)      | AB-11              |
| 58                 | Davide Perona (ITA)      | 50e                |
| 59                 | Stefano Zanini (ITA)     | AB-4               |

| Motorola ___ | Motorola ___              | Motorola ___ |
| ------------ | ------------------------- | ------------ |
| Num          | Coureur                   | Pos          |
| 61           | Lance Armstrong (USA)     | AB-6         |
| 62           | Frankie Andreu (USA)      | 111e         |
| 63           | George Hincapie (USA)     | NP-16        |
| 64           | Laurent Madouas (FRA)     | 23e          |
| 65           | Jesús Montoya (ESP)       | AB-17        |
| 66           | Kaspars Ozers (LAT)       | AB-6         |
| 67           | Maximilian Sciandri (GBR) | AB-15        |
| 68           | Bruno Thibout (FRA)       | 55e          |
| 69           | Flavio Vanzella (ITA)     | 60e          |

| Festina-Lotus FES | Festina-Lotus FES        | Festina-Lotus FES |
| ----------------- | ------------------------ | ----------------- |
| Num               | Coureur                  | Pos               |
| 71                | Richard Virenque (FRA)   | 3e                |
| 72                | Bruno Boscardin (ITA)    | 80e               |
| 73                | Laurent Brochard (FRA)   | 18e               |
| 74                | Laurent Dufaux (SUI)     | 4e                |
| 75                | Félix García Casas (ESP) | 48e               |
| 76                | Pascal Hervé (FRA)       | 42e               |
| 77                | Emmanuel Magnien (FRA)   | AB-12             |
| 78                | Christophe Moreau (FRA)  | 75e               |
| 79                | Jean-Cyril Robin (FRA)   | AB-6              |

| Rabobank RAB | Rabobank RAB             | Rabobank RAB |
| ------------ | ------------------------ | ------------ |
| Num          | Coureur                  | Pos          |
| 81           | Johan Bruyneel (BEL)     | AB-10        |
| 82           | Michael Boogerd (NED)    | 74e          |
| 83           | Erik Breukink (NED)      | 34e          |
| 84           | Erik Dekker (NED)        | 74e          |
| 85           | Viatcheslav Ekimov (RUS) | 21e          |
| 86           | Danny Nelissen (NED)     | 84e          |
| 87           | Arvis Piziks (LAT)       | AB-13        |
| 88           | Rolf Sørensen (DEN)      | 28e          |
| 89           | Léon van Bon (NED)       | AB-7         |

| Gan C.A | Gan C.A                   | Gan C.A |
| ------- | ------------------------- | ------- |
| Num     | Coureur                   | Pos     |
| 91      | Chris Boardman (GBR)      | 39e     |
| 92      | Stéphane Heulot (FRA)     | AB-7    |
| 93      | François Lemarchand (FRA) | 91e     |
| 94      | Frédéric Moncassin (FRA)  | 106e    |
| 95      | Francis Moreau (FRA)      | HD-6    |
| 96      | Didier Rous (FRA)         | AB-17   |
| 97      | Eddy Seigneur (FRA)       | AB-6    |
| 98      | François Simon (FRA)      | 86e     |
| 99      | Cédric Vasseur (FRA)      | 69e     |

| Saeco-Estro-AS Juvenes San Marino SAE | Saeco-Estro-AS Juvenes San Marino SAE | Saeco-Estro-AS Juvenes San Marino SAE |
| ------------------------------------- | ------------------------------------- | ------------------------------------- |
| Num                                   | Coureur                               | Pos                                   |
| 101                                   | Mario Cipollini (ITA)                 | NP-5                                  |
| 102                                   | Simone Biasci (ITA)                   | 126e                                  |
| 103                                   | Giuseppe Calcaterra (ITA)             | AB-6                                  |
| 104                                   | Massimo Donati (ITA)                  | 70e                                   |
| 105                                   | Gian Matteo Fagnini (ITA)             | NP-6                                  |
| 106                                   | Paolo Fornaciari (ITA)                | 79e                                   |
| 107                                   | Massimiliano Lelli (ITA)              | 25e                                   |
| 108                                   | Eros Poli (ITA)                       | 127e                                  |
| 109                                   | Mario Scirea (ITA)                    | AB-6                                  |

| Polti PLT | Polti PLT                | Polti PLT |
| --------- | ------------------------ | --------- |
| Num       | Coureur                  | Pos       |
| 111       | Luc Leblanc (FRA)        | 6e        |
| 112       | Dirk Baldinger (GER)     | AB-11     |
| 113       | Rossano Brasi (ITA)      | 97e       |
| 114       | Gerrit de Vries (NED)    | 119e      |
| 115       | Mirko Gualdi (ITA)       | 43e       |
| 116       | Giuseppe Guerini (ITA)   | 27e       |
| 117       | Frédéric Guesdon (FRA)   | 111e      |
| 118       | Daisuke Imanaka (JPN)    | HD-14     |
| 119       | Sergueï Outschakov (UKR) | HD-6      |

| Panaria-Vinavil PAN | Panaria-Vinavil PAN      | Panaria-Vinavil PAN |
| ------------------- | ------------------------ | ------------------- |
| Num                 | Coureur                  | Pos                 |
| 121                 | Wladimir Belli (ITA)     | 68e                 |
| 122                 | Alessandro Baronti (ITA) | 112e                |
| 123                 | Davide Bramati (ITA)     | AB-6                |
| 124                 | Oscar Camenzind (SUI)    | 36e                 |
| 125                 | Roberto Conti (ITA)      | NP-0                |
| 126                 | Valentino Fois (ITA)     | 52e                 |
| 127                 | Sergio Previtali (ITA)   | NP-1                |
| 128                 | Zbigniew Spruch (POL)    | AB-11               |
| 129                 | Ján Svorada (CZE)        | AB-5                |

| Carrera Jeans ___ | Carrera Jeans ___        | Carrera Jeans ___ |
| ----------------- | ------------------------ | ----------------- |
| Num               | Coureur                  | Pos               |
| 131               | Claudio Chiappucci (ITA) | 37e               |
| 132               | Mario Chiesa (ITA)       | 125e              |
| 133               | Peter Luttenberger (AUT) | 5e                |
| 134               | Oscar Pelliccioli (ITA)  | 85e               |
| 135               | Massimo Podenzana (ITA)  | 61e               |
| 136               | Marcello Siboni (ITA)    | 65e               |
| 137               | Mario Traversoni (ITA)   | AB-10             |
| 138               | Enrico Zaina (ITA)       | AB-3              |
| 139               | Beat Zberg (SUI)         | AB-6              |

| Roslotto-ZG Mobili ___ | Roslotto-ZG Mobili ___      | Roslotto-ZG Mobili ___ |
| ---------------------- | --------------------------- | ---------------------- |
| Num                    | Coureur                     | Pos                    |
| 141                    | Piotr Ugrumov (LAT)         | 7e                     |
| 142                    | Stefano Cattai (ITA)        | 22e                    |
| 143                    | Andrea Ferrigato (ITA)      | 46e                    |
| 144                    | Marco Fincato (ITA)         | 30e                    |
| 145                    | Maurizio Fondriest (ITA)    | 51e                    |
| 146                    | Alexander Gontchenkov (UKR) | NP-6                   |
| 147                    | Pascal Lino (FRA)           | AB-10                  |
| 148                    | Paolo Savoldelli (ITA)      | 33e                    |
| 149                    | Marco Zen (ITA)             | 73e                    |

| TVM-Farm Frites ___ | TVM-Farm Frites ___              | TVM-Farm Frites ___ |
| ------------------- | -------------------------------- | ------------------- |
| Num                 | Coureur                          | Pos                 |
| 151                 | Maarten den Bakker (NED) (route) | 64e                 |
| 152                 | Jeroen Blijlevens (NED)          | 128e                |
| 153                 | Bo Hamburger (DEN)               | 13e                 |
| 154                 | Servais Knaven (NED)             | NP-5                |
| 155                 | Vladimir Poulnikov (UKR)         | HD-14               |
| 156                 | Laurent Roux (FRA)               | 44e                 |
| 157                 | Jesper Skibby (DEN)              | 29e                 |
| 158                 | Peter Van Petegem (BEL)          | 116e                |
| 159                 | Bart Voskamp (NED)               | 99e                 |

| Refin-Mobilvetta ___ | Refin-Mobilvetta ___           | Refin-Mobilvetta ___ |
| -------------------- | ------------------------------ | -------------------- |
| Num                  | Coureur                        | Pos                  |
| 161                  | Djamolidine Abdoujaparov (UZB) | 78e                  |
| 162                  | Mauro Bettin (ITA)             | HD-6                 |
| 163                  | Stefano Colagè (ITA)           | AB-7                 |
| 164                  | Heinz Imboden (SUI)            | AB-6                 |
| 165                  | Sergei Uslamin (RUS)           | 87e                  |
| 166                  | Leonardo Piepoli (ITA)         | 17e                  |
| 167                  | Fabio Roscioli (ITA)           | 98e                  |
| 168                  | Cristian Salvato (ITA)         | 94e                  |
| 169                  | Tobias Steinhauser (GER)       | 113e                 |

| Lotto-Isoglass ___ | Lotto-Isoglass ___     | Lotto-Isoglass ___ |
| ------------------ | ---------------------- | ------------------ |
| Num                | Coureur                | Pos                |
| 171                | Andreï Tchmil (UKR)    | 77e                |
| 172                | Gilles Bouvard (FRA)   | AB-8               |
| 173                | Peter Farazijn (BEL)   | 122e               |
| 174                | Thomas Fleischer (GER) | AB-14              |
| 175                | Oleg Kozlitine (KAZ)   | AB-11              |
| 176                | Nico Mattan (BEL)      | 123e               |
| 177                | Scott Sunderland (AUS) | 101e               |
| 178                | Paul Van Hyfte (BEL)   | 120e               |
| 179                | Marc Wauters (BEL)     | 124e               |

| Kelme-Artiach KEL | Kelme-Artiach KEL         | Kelme-Artiach KEL |
| ----------------- | ------------------------- | ----------------- |
| Num               | Coureur                   | Pos               |
| 181               | Fernando Escartín (ESP)   | 10e               |
| 182               | Julio César Aguirre (COL) | 81e               |
| 183               | Hernán Buenahora (COL)    | AB-12             |
| 184               | Francisco Cabello (ESP)   | 102e              |
| 185               | José Castelblanco (COL)   | 71e               |
| 186               | Laudelino Cubino (ESP)    | AB-2              |
| 187               | José Jaime González (COL) | 96e               |
| 188               | Federico Muñoz (COL)      | 89e               |
| 189               | José Ángel Vidal (ESP)    | 109e              |

| Brescialat-Verynet ___ | Brescialat-Verynet ___     | Brescialat-Verynet ___ |
| ---------------------- | -------------------------- | ---------------------- |
| Num                    | Coureur                    | Pos                    |
| 191                    | Mariano Piccoli (ITA)      | 93e                    |
| 192                    | Alessandro Bertolini (ITA) | AB-16                  |
| 193                    | Claudio Camin (ITA)        | AB-7                   |
| 194                    | Marco Della Vedova (ITA)   | AB-14                  |
| 195                    | Cristiano Frattini (ITA)   | 103e                   |
| 196                    | Luca Gelfi (ITA)           | AB-2                   |
| 197                    | Zenon Jaskuła (POL)        | AB-7                   |
| 198                    | Omar Pumar (VEN)           | 105e                   |
| 199                    | Mauro Radaelli (ITA)       | AB-7                   |

| Agrigel-La Creuse ___ | Agrigel-La Creuse ___      | Agrigel-La Creuse ___ |
| --------------------- | -------------------------- | --------------------- |
| Num                   | Coureur                    | Pos                   |
| 201                   | Jacky Durand (FRA)         | 115e                  |
| 202                   | Dominique Arnould (FRA)    | AB-10                 |
| 203                   | Jean-Pierre Bourgeot (FRA) | 67e                   |
| 204                   | Franck Bouyer (FRA)        | AB-14                 |
| 205                   | Jean-Claude Colotti (FRA)  | AB-17                 |
| 206                   | Thierry Laurent (FRA)      | 104e                  |
| 207                   | Thierry Marie (FRA)        | AB-10                 |
| 208                   | Jean-Luc Masdupuy (FRA)    | 129e                  |
| 209                   | Michel Vermote (BEL)       | AB-5                  |

| Aubervilliers 93-Peugeot AUB | Aubervilliers 93-Peugeot AUB | Aubervilliers 93-Peugeot AUB |
| ---------------------------- | ---------------------------- | ---------------------------- |
| Num                          | Coureur                      | Pos                          |
| 211                          | Christophe Capelle (FRA)     | AB-7                         |
| 212                          | Thierry Bourguignon (FRA)    | 62e                          |
| 213                          | Laurent Genty (FRA)          | AB-15                        |
| 214                          | Thierry Gouvenou (FRA)       | 114e                         |
| 215                          | Marek Leśniewski (POL)       | HD-14                        |
| 216                          | Frédéric Pontier (FRA)       | AB-6                         |
| 217                          | Cyril Saugrain (FRA)         | AB-6                         |
| 218                          | Gilles Talmant (FRA)         | 118e                         |
| 219                          | Francisque Teyssier (FRA)    | AB-6                         |

| Banesto BAN | Banesto BAN              | Banesto BAN |
| ----------- | ------------------------ | ----------- |
| Num         | Coureur                  | Pos         |
| 1           | Miguel Indurain (ESP)    | 11e         |
| 2           | Marino Alonso (ESP)      | 66e         |
| 3           | Vicente Aparicio (ESP)   | AB-17       |
| 4           | José Luis Arrieta (ESP)  | 32e         |
| 5           | Prudencio Indurain (ESP) | 58e         |
| 6           | José María Jiménez (ESP) | 57e         |
| 7           | Carmelo Miranda (ESP)    | AB-4        |
| 8           | Orlando Rodrigues (POR)  | 54e         |
| 9           | José Ramón Uriarte (ESP) | 92e         |

| ONCE ONC | ONCE ONC                   | ONCE ONC |
| -------- | -------------------------- | -------- |
| Num      | Coureur                    | Pos      |
| 11       | Laurent Jalabert (FRA)     | AB-10    |
| 12       | Íñigo Cuesta (ESP)         | AB-13    |
| 13       | Herminio Díaz Zabala (ESP) | 53e      |
| 14       | Aitor Garmendia (ESP)      | 35e      |
| 15       | Patrick Jonker (AUS)       | 12e      |
| 16       | Melchor Mauri (ESP)        | 38e      |
| 17       | José Roberto Sierra (ESP)  | 41e      |
| 18       | Neil Stephens (AUS)        | 49e      |
| 19       | Alex Zülle (SUI)           | 26e      |

| Deutsche Telekom ___ | Deutsche Telekom ___      | Deutsche Telekom ___ |
| -------------------- | ------------------------- | -------------------- |
| Num                  | Coureur                   | Pos                  |
| 21                   | Bjarne Riis (DEN) (route) | 1er                  |
| 22                   | Rolf Aldag (GER)          | 83e                  |
| 23                   | Udo Bölts (GER)           | 14e                  |
| 24                   | Christian Henn (GER)      | 76e                  |
| 25                   | Jens Heppner (GER)        | 88e                  |
| 26                   | Brian Holm (DEN)          | 107e                 |
| 27                   | Mario Kummer (GER)        | NP-2                 |
| 28                   | Jan Ullrich (GER)         | 2e                   |
| 29                   | Erik Zabel (GER)          | 82e                  |

| Mapei-GB MAP | Mapei-GB MAP                         | Mapei-GB MAP |
| ------------ | ------------------------------------ | ------------ |
| Num          | Coureur                              | Pos          |
| 31           | Tony Rominger (SUI)                  | 10e          |
| 32           | Federico Echave (ESP)                | 40e          |
| 33           | Manuel Fernández Ginés (ESP) (route) | 16e          |
| 34           | Arsenio González (ESP)               | 24e          |
| 35           | Paolo Lanfranchi (ITA)               | 59e          |
| 36           | Johan Museeuw (BEL)                  | 95e          |
| 37           | Abraham Olano (ESP) (route)          | 9e           |
| 38           | Wilfried Peeters (BEL)               | 110e         |
| 39           | Andrea Tafi (ITA)                    | 45e          |

| MG Boys Maglificio-Technogym ___ | MG Boys Maglificio-Technogym ___ | MG Boys Maglificio-Technogym ___ |
| -------------------------------- | -------------------------------- | -------------------------------- |
| Num                              | Coureur                          | Pos                              |
| 41                               | Fabio Baldato (ITA)              | 63e                              |
| 42                               | Michele Bartoli (ITA)            | 19e                              |
| 43                               | Alberto Elli (ITA)               | 15e                              |
| 44                               | Carlo Finco (ITA)                | AB-4                             |
| 45                               | Rolf Jaermann (SUI)              | 90e                              |
| 46                               | Marco Lietti (ITA)               | AB-17                            |
| 47                               | Roberto Pistore (ITA)            | NP-8                             |
| 48                               | Pascal Richard (SUI)             | 47e                              |
| 49                               | Marco Saligari (ITA)             | 72e                              |

| Gewiss-Playbus ___ | Gewiss-Playbus ___       | Gewiss-Playbus ___ |
| ------------------ | ------------------------ | ------------------ |
| Num                | Coureur                  | Pos                |
| 51                 | Evgueni Berzin (RUS)     | 20e                |
| 52                 | Dario Bottaro (ITA)      | 117e               |
| 53                 | Bruno Cenghialta (ITA)   | 56e                |
| 54                 | Ivan Cerioli (ITA)       | 121e               |
| 55                 | Francesco Frattini (ITA) | 100e               |
| 56                 | Ivan Gotti (ITA)         | AB-5               |
| 57                 | Nicola Minali (ITA)      | AB-11              |
| 58                 | Davide Perona (ITA)      | 50e                |
| 59                 | Stefano Zanini (ITA)     | AB-4               |

| Motorola ___ | Motorola ___              | Motorola ___ |
| ------------ | ------------------------- | ------------ |
| Num          | Coureur                   | Pos          |
| 61           | Lance Armstrong (USA)     | AB-6         |
| 62           | Frankie Andreu (USA)      | 111e         |
| 63           | George Hincapie (USA)     | NP-16        |
| 64           | Laurent Madouas (FRA)     | 23e          |
| 65           | Jesús Montoya (ESP)       | AB-17        |
| 66           | Kaspars Ozers (LAT)       | AB-6         |
| 67           | Maximilian Sciandri (GBR) | AB-15        |
| 68           | Bruno Thibout (FRA)       | 55e          |
| 69           | Flavio Vanzella (ITA)     | 60e          |

| Festina-Lotus FES | Festina-Lotus FES        | Festina-Lotus FES |
| ----------------- | ------------------------ | ----------------- |
| Num               | Coureur                  | Pos               |
| 71                | Richard Virenque (FRA)   | 3e                |
| 72                | Bruno Boscardin (ITA)    | 80e               |
| 73                | Laurent Brochard (FRA)   | 18e               |
| 74                | Laurent Dufaux (SUI)     | 4e                |
| 75                | Félix García Casas (ESP) | 48e               |
| 76                | Pascal Hervé (FRA)       | 42e               |
| 77                | Emmanuel Magnien (FRA)   | AB-12             |
| 78                | Christophe Moreau (FRA)  | 75e               |
| 79                | Jean-Cyril Robin (FRA)   | AB-6              |

| Rabobank RAB | Rabobank RAB             | Rabobank RAB |
| ------------ | ------------------------ | ------------ |
| Num          | Coureur                  | Pos          |
| 81           | Johan Bruyneel (BEL)     | AB-10        |
| 82           | Michael Boogerd (NED)    | 74e          |
| 83           | Erik Breukink (NED)      | 34e          |
| 84           | Erik Dekker (NED)        | 74e          |
| 85           | Viatcheslav Ekimov (RUS) | 21e          |
| 86           | Danny Nelissen (NED)     | 84e          |
| 87           | Arvis Piziks (LAT)       | AB-13        |
| 88           | Rolf Sørensen (DEN)      | 28e          |
| 89           | Léon van Bon (NED)       | AB-7         |

| Gan C.A | Gan C.A                   | Gan C.A |
| ------- | ------------------------- | ------- |
| Num     | Coureur                   | Pos     |
| 91      | Chris Boardman (GBR)      | 39e     |
| 92      | Stéphane Heulot (FRA)     | AB-7    |
| 93      | François Lemarchand (FRA) | 91e     |
| 94      | Frédéric Moncassin (FRA)  | 106e    |
| 95      | Francis Moreau (FRA)      | HD-6    |
| 96      | Didier Rous (FRA)         | AB-17   |
| 97      | Eddy Seigneur (FRA)       | AB-6    |
| 98      | François Simon (FRA)      | 86e     |
| 99      | Cédric Vasseur (FRA)      | 69e     |

| Saeco-Estro-AS Juvenes San Marino SAE | Saeco-Estro-AS Juvenes San Marino SAE | Saeco-Estro-AS Juvenes San Marino SAE |
| ------------------------------------- | ------------------------------------- | ------------------------------------- |
| Num                                   | Coureur                               | Pos                                   |
| 101                                   | Mario Cipollini (ITA)                 | NP-5                                  |
| 102                                   | Simone Biasci (ITA)                   | 126e                                  |
| 103                                   | Giuseppe Calcaterra (ITA)             | AB-6                                  |
| 104                                   | Massimo Donati (ITA)                  | 70e                                   |
| 105                                   | Gian Matteo Fagnini (ITA)             | NP-6                                  |
| 106                                   | Paolo Fornaciari (ITA)                | 79e                                   |
| 107                                   | Massimiliano Lelli (ITA)              | 25e                                   |
| 108                                   | Eros Poli (ITA)                       | 127e                                  |
| 109                                   | Mario Scirea (ITA)                    | AB-6                                  |

| Polti PLT | Polti PLT                | Polti PLT |
| --------- | ------------------------ | --------- |
| Num       | Coureur                  | Pos       |
| 111       | Luc Leblanc (FRA)        | 6e        |
| 112       | Dirk Baldinger (GER)     | AB-11     |
| 113       | Rossano Brasi (ITA)      | 97e       |
| 114       | Gerrit de Vries (NED)    | 119e      |
| 115       | Mirko Gualdi (ITA)       | 43e       |
| 116       | Giuseppe Guerini (ITA)   | 27e       |
| 117       | Frédéric Guesdon (FRA)   | 111e      |
| 118       | Daisuke Imanaka (JPN)    | HD-14     |
| 119       | Sergueï Outschakov (UKR) | HD-6      |

| Panaria-Vinavil PAN | Panaria-Vinavil PAN      | Panaria-Vinavil PAN |
| ------------------- | ------------------------ | ------------------- |
| Num                 | Coureur                  | Pos                 |
| 121                 | Wladimir Belli (ITA)     | 68e                 |
| 122                 | Alessandro Baronti (ITA) | 112e                |
| 123                 | Davide Bramati (ITA)     | AB-6                |
| 124                 | Oscar Camenzind (SUI)    | 36e                 |
| 125                 | Roberto Conti (ITA)      | NP-0                |
| 126                 | Valentino Fois (ITA)     | 52e                 |
| 127                 | Sergio Previtali (ITA)   | NP-1                |
| 128                 | Zbigniew Spruch (POL)    | AB-11               |
| 129                 | Ján Svorada (CZE)        | AB-5                |

| Carrera Jeans ___ | Carrera Jeans ___        | Carrera Jeans ___ |
| ----------------- | ------------------------ | ----------------- |
| Num               | Coureur                  | Pos               |
| 131               | Claudio Chiappucci (ITA) | 37e               |
| 132               | Mario Chiesa (ITA)       | 125e              |
| 133               | Peter Luttenberger (AUT) | 5e                |
| 134               | Oscar Pelliccioli (ITA)  | 85e               |
| 135               | Massimo Podenzana (ITA)  | 61e               |
| 136               | Marcello Siboni (ITA)    | 65e               |
| 137               | Mario Traversoni (ITA)   | AB-10             |
| 138               | Enrico Zaina (ITA)       | AB-3              |
| 139               | Beat Zberg (SUI)         | AB-6              |

| Roslotto-ZG Mobili ___ | Roslotto-ZG Mobili ___      | Roslotto-ZG Mobili ___ |
| ---------------------- | --------------------------- | ---------------------- |
| Num                    | Coureur                     | Pos                    |
| 141                    | Piotr Ugrumov (LAT)         | 7e                     |
| 142                    | Stefano Cattai (ITA)        | 22e                    |
| 143                    | Andrea Ferrigato (ITA)      | 46e                    |
| 144                    | Marco Fincato (ITA)         | 30e                    |
| 145                    | Maurizio Fondriest (ITA)    | 51e                    |
| 146                    | Alexander Gontchenkov (UKR) | NP-6                   |
| 147                    | Pascal Lino (FRA)           | AB-10                  |
| 148                    | Paolo Savoldelli (ITA)      | 33e                    |
| 149                    | Marco Zen (ITA)             | 73e                    |

| TVM-Farm Frites ___ | TVM-Farm Frites ___              | TVM-Farm Frites ___ |
| ------------------- | -------------------------------- | ------------------- |
| Num                 | Coureur                          | Pos                 |
| 151                 | Maarten den Bakker (NED) (route) | 64e                 |
| 152                 | Jeroen Blijlevens (NED)          | 128e                |
| 153                 | Bo Hamburger (DEN)               | 13e                 |
| 154                 | Servais Knaven (NED)             | NP-5                |
| 155                 | Vladimir Poulnikov (UKR)         | HD-14               |
| 156                 | Laurent Roux (FRA)               | 44e                 |
| 157                 | Jesper Skibby (DEN)              | 29e                 |
| 158                 | Peter Van Petegem (BEL)          | 116e                |
| 159                 | Bart Voskamp (NED)               | 99e                 |

| Refin-Mobilvetta ___ | Refin-Mobilvetta ___           | Refin-Mobilvetta ___ |
| -------------------- | ------------------------------ | -------------------- |
| Num                  | Coureur                        | Pos                  |
| 161                  | Djamolidine Abdoujaparov (UZB) | 78e                  |
| 162                  | Mauro Bettin (ITA)             | HD-6                 |
| 163                  | Stefano Colagè (ITA)           | AB-7                 |
| 164                  | Heinz Imboden (SUI)            | AB-6                 |
| 165                  | Sergei Uslamin (RUS)           | 87e                  |
| 166                  | Leonardo Piepoli (ITA)         | 17e                  |
| 167                  | Fabio Roscioli (ITA)           | 98e                  |
| 168                  | Cristian Salvato (ITA)         | 94e                  |
| 169                  | Tobias Steinhauser (GER)       | 113e                 |

| Lotto-Isoglass ___ | Lotto-Isoglass ___     | Lotto-Isoglass ___ |
| ------------------ | ---------------------- | ------------------ |
| Num                | Coureur                | Pos                |
| 171                | Andreï Tchmil (UKR)    | 77e                |
| 172                | Gilles Bouvard (FRA)   | AB-8               |
| 173                | Peter Farazijn (BEL)   | 122e               |
| 174                | Thomas Fleischer (GER) | AB-14              |
| 175                | Oleg Kozlitine (KAZ)   | AB-11              |
| 176                | Nico Mattan (BEL)      | 123e               |
| 177                | Scott Sunderland (AUS) | 101e               |
| 178                | Paul Van Hyfte (BEL)   | 120e               |
| 179                | Marc Wauters (BEL)     | 124e               |

| Kelme-Artiach KEL | Kelme-Artiach KEL         | Kelme-Artiach KEL |
| ----------------- | ------------------------- | ----------------- |
| Num               | Coureur                   | Pos               |
| 181               | Fernando Escartín (ESP)   | 10e               |
| 182               | Julio César Aguirre (COL) | 81e               |
| 183               | Hernán Buenahora (COL)    | AB-12             |
| 184               | Francisco Cabello (ESP)   | 102e              |
| 185               | José Castelblanco (COL)   | 71e               |
| 186               | Laudelino Cubino (ESP)    | AB-2              |
| 187               | José Jaime González (COL) | 96e               |
| 188               | Federico Muñoz (COL)      | 89e               |
| 189               | José Ángel Vidal (ESP)    | 109e              |

| Brescialat-Verynet ___ | Brescialat-Verynet ___     | Brescialat-Verynet ___ |
| ---------------------- | -------------------------- | ---------------------- |
| Num                    | Coureur                    | Pos                    |
| 191                    | Mariano Piccoli (ITA)      | 93e                    |
| 192                    | Alessandro Bertolini (ITA) | AB-16                  |
| 193                    | Claudio Camin (ITA)        | AB-7                   |
| 194                    | Marco Della Vedova (ITA)   | AB-14                  |
| 195                    | Cristiano Frattini (ITA)   | 103e                   |
| 196                    | Luca Gelfi (ITA)           | AB-2                   |
| 197                    | Zenon Jaskuła (POL)        | AB-7                   |
| 198                    | Omar Pumar (VEN)           | 105e                   |
| 199                    | Mauro Radaelli (ITA)       | AB-7                   |

| Agrigel-La Creuse ___ | Agrigel-La Creuse ___      | Agrigel-La Creuse ___ |
| --------------------- | -------------------------- | --------------------- |
| Num                   | Coureur                    | Pos                   |
| 201                   | Jacky Durand (FRA)         | 115e                  |
| 202                   | Dominique Arnould (FRA)    | AB-10                 |
| 203                   | Jean-Pierre Bourgeot (FRA) | 67e                   |
| 204                   | Franck Bouyer (FRA)        | AB-14                 |
| 205                   | Jean-Claude Colotti (FRA)  | AB-17                 |
| 206                   | Thierry Laurent (FRA)      | 104e                  |
| 207                   | Thierry Marie (FRA)        | AB-10                 |
| 208                   | Jean-Luc Masdupuy (FRA)    | 129e                  |
| 209                   | Michel Vermote (BEL)       | AB-5                  |

| Aubervilliers 93-Peugeot AUB | Aubervilliers 93-Peugeot AUB | Aubervilliers 93-Peugeot AUB |
| ---------------------------- | ---------------------------- | ---------------------------- |
| Num                          | Coureur                      | Pos                          |
| 211                          | Christophe Capelle (FRA)     | AB-7                         |
| 212                          | Thierry Bourguignon (FRA)    | 62e                          |
| 213                          | Laurent Genty (FRA)          | AB-15                        |
| 214                          | Thierry Gouvenou (FRA)       | 114e                         |
| 215                          | Marek Leśniewski (POL)       | HD-14                        |
| 216                          | Frédéric Pontier (FRA)       | AB-6                         |
| 217                          | Cyril Saugrain (FRA)         | AB-6                         |
| 218                          | Gilles Talmant (FRA)         | 118e                         |
| 219                          | Francisque Teyssier (FRA)    | AB-6                         |